# Beringaalscholver
De beringaalscholver (Urile perspicillatus synoniem: Phalacrocorax perspicillatus) is een uitgestorven zeevogel uit de familie Phalacrocoracidae (aalscholvers).

## Verspreiding en leefgebied
Deze soort was endemisch op de eilanden in de Beringzee.